# Cristopher Varela
Cristopher Javier Varela Caicedo (San Cristóbal, Venezuela, 27 de noviembre de 1999) es un futbolista venezolano que juega como portero en Deportivo La Guaira de la Primera División de Venezuela.

## Estadísticas de carrera

### Club
Actualizado el 30 de enero de 2019
| Club              | Temporada     | Liga                        | Liga     | Liga  | Copa     | Copa  | Continental | Continental | Otro     | Otro  | Total    | Total |
| Club              | Temporada     | División                    | Partidos | Goles | Partidos | Goles | Partidos    | Goles       | Partidos | Goles | Partidos | Goles |
| ----------------- | ------------- | --------------------------- | -------- | ----- | -------- | ----- | ----------- | ----------- | -------- | ----- | -------- | ----- |
| Deportivo Táchira | 2017          | Primera división venezolana | 2        | 0     | 0        | 0     | –           | –           | 0        | 0     | 2        | 0     |
| Deportivo Táchira | 2018          | Primera división venezolana | 3        | 0     | 0        | 0     | 0           | 0           | 0        | 0     | 3        | 0     |
| Carrera total     | Carrera total | Carrera total               | 5        | 0     | 0        | 0     | 0           | 0           | 0        | 0     | 5        | 0     |

## Clubes
| Club                 | País      | Año           | Juegos |
| -------------------- | --------- | ------------- | ------ |
| Deportivo Táchira    | Venezuela | 2017-2022     | 83     |
| Atlético Bucaramanga | Colombia  | 2022-2023     | 18     |
| Deportivo La Guaira  | Venezuela | 2023-2024     | 35     |
| La Equidad           | Colombia  | 2024-2025     | 16     |
| Deportivo La Guaira  | Venezuela | 2025-presente |        |

## Palmarés

### Campeonatos nacionales
| Título           | Club                | País      | Año  |
| ---------------- | ------------------- | --------- | ---- |
| Primera División | Deportivo Táchira   | Venezuela | 2021 |
| Copa Venezuela   | Deportivo La Guaira | Venezuela | 2024 |